# Nath
Nath è un'ampia struttura anulare presente sulla superficie di Titano.